# Pitcairnia aurea
Pitcairnia aurea là một loài thực vật có hoa trong họ Bromeliaceae. Loài này được Rusby ex L.B.Sm. miêu tả khoa học đầu tiên năm 1970.